# Kenttäsaari (ö i Lappland, Tunturi-Lappi, lat 68,53, long 22,00)
Kenttäsaari är en ö i sjön Kelottijärvi på gränsen mellan Sverige och Finland. Den ligger i kommunerna Kiruna i Norrbottens län och Enontekis i landskapet Lappland.